# 小行星4332
小行星4332（英語：4332 Milton）是一颗围绕太阳公转的小行星。1983年9月5日，卡罗琳·舒梅克在帕洛马山发现了此天体。
这颗小行星的绝对星等为198.58779等。